# UCI-BMX-Racing-Weltcup 2008
Beim UCI-BMX-Racing-Weltcup 2008, auch UCI-BMX-Supercross-Weltcup genannt, wurden durch die Union Cycliste Internationale die Weltcup-Sieger im BMX-Rennsport ermittelt.

## Termine
Der Weltcup-Kalender enthielt erstmals fünf Rennen, verteilt auf den Zeitraum von Februar bis Oktober. Rennen für Frauen wurden nur bei drei der fünf Runden durchgeführt.
- Madrid: 8. und 9. Februar
- Adelaide: 12. und 13. April
- Kopenhagen: 9. und 10. Mai
- Salt Lake City: 12. und 13. September
- Fréjus: 10. und 11. Oktober

In jeder Runde erhielten die besten 16 Fahrer Weltcup- bzw. Weltranglisten-Punkte; ein Sieg wurde mit 16 Punkten belohnt.

## Männer
| # | Datum         | Ort            | Erster          | Zweiter          | Dritter           |
| - | ------------- | -------------- | --------------- | ---------------- | ----------------- |
| 1 | 9. Februar    | Madrid         | Artūrs Matisons | Marc Willers     | Steven Cisar      |
| 2 | 13. April     | Adelaide       | David Herman    | Māris Štrombergs | Jamie Hildebrandt |
| 3 | 10. Mai       | Kopenhagen     | Donny Robinson  | Jared Graves     | Māris Štrombergs  |
| 4 | 13. September | Salt Lake City | Nicholas Long   | Mike Day         | Donny Robinson    |
| 5 | 11. Oktober   | Fréjus         | David Herman    | Donny Robinson   | Andrés Jiménez    |

Gesamtwertung
| Platz | Name                  | Punkte |
| ----- | --------------------- | ------ |
| 1     | Donny Robinson        | 63     |
| 2     | David Herman          | 50     |
| 3     | Kyle Bennett          | 46     |
| 4     | Mike Day              | 33     |
| 5     | Māris Štrombergs      | 29     |
| 6     | Raymon van der Biezen | 28     |

## Frauen
| # | Datum         | Ort            | Erste                 | Zweite                | Dritte                 |
| - | ------------- | -------------- | --------------------- | --------------------- | ---------------------- |
| 1 | 9. Februar    | Madrid         | nicht ausgetragen     | nicht ausgetragen     | nicht ausgetragen      |
| 2 | 13. April     | Adelaide       | Sarah Walker          | Arielle Martin        | Samantha Cools         |
| 3 | 10. Mai       | Kopenhagen     | Shanaze Reade         | Laëtitia Le Corguillé | Anne-Caroline Chausson |
| 4 | 13. September | Salt Lake City | nicht ausgetragen     | nicht ausgetragen     | nicht ausgetragen      |
| 5 | 11. Oktober   | Fréjus         | Laëtitia Le Corguillé | Arielle Martin        | Amélie Despeaux        |

Gesamtwertung
| Platz | Name                  | Punkte |
| ----- | --------------------- | ------ |
| 1     | Arielle Martin        | 42     |
| 2     | Laëtitia Le Corguillé | 31     |
| 3     | Sarah Walker          | 29     |
| 4     | Amélie Despeaux       | 23     |
| 5     | Romana Labounková     | 23     |
| 6     | Lieke Klaus           | 21     |